# (30963) Mount Banzan
(30963) Mount Banzan est un astéroïde  de la ceinture principale aréocroiseur.

## Description
(30963) Mount Banzan est un astéroïde aréocroiseur. Il présente une orbite caractérisée par un demi-grand axe de 2,34 UA, une excentricité de 0,30 et une inclinaison de 22,9° par rapport à l'écliptique.

## Compléments